# Europese weg 773
De Europese Weg 773 of E773 is een Europese weg die loopt van Popovica in Bulgarije naar Burgas in Bulgarije.

## Algemeen
De Europese weg 773 is een Klasse B-verbindingsweg en verbindt het Bulgaarse Popovica met het Bulgaarse Burgas en komt hiermee op een afstand van ongeveer 230 kilometer. De route is door de UNECE als volgt vastgelegd: Popovica - Stara Zagora - Burgas.